# 1千纪
1千纪，或称第1个千年，是指从西元1年至1000年间的这一千年。1千纪开始于公元1年（或称公元元年），因为公元纪年中没有0年。
本千紀初在中國歷史上為西漢（前206年～8年）末，8年王莽篡漢改國號為新，但經十餘載旋即被推翻，25年漢光武帝劉秀即位，經幾年統一新莽篡位後割據之局面，進入東漢（25年～220年）。
然而，經百餘年後東漢末再度進入割據之局面，220年曹丕篡漢建曹魏（220年～265年），三國時代（220年～280年）開始。221年劉備在蜀地建蜀漢（221年～263年），263年曹魏滅之；222年孫權在東南建孫吳（222年～280年），最終280年被265年晉武帝司馬炎篡魏建的西晉所滅，三國結束，進入大一統的西晉（265年～316年）。但大一統的西晉不久經八王之亂的內憂及五胡亂華的外患，於317年晉室南遷至長江中下游一帶，由晉元帝司馬睿建東晉（317年～420年），而北方就處於五胡十六國時分時合的割據狀態。
420年宋武帝劉裕篡東晉建劉宋（420年～479年），南朝始。繼劉宋後，479年齊高帝蕭道成篡劉宋建南齊（479年～502年），502年梁武帝蕭衍篡南齊改國號為梁（史稱南梁，502年～557年），557年陳霸先篡南梁建陳（史稱南陳，557年～589年），劉宋、南齊、南梁、南陳四朝為南朝（420年～589年）。而北方於439年（在北魏太武帝拓跋燾在位期間）由386年由北魏道武帝拓跋珪所建的北魏統一北方，北朝（439年～581年）始。534年北魏分東魏、西魏，550年北齊文宣帝高洋篡東魏建北齊，557年北周孝閔帝宇文覺篡西魏建北周，更於577年滅北齊，統一了北方與西南。581年隋文帝楊堅篡北周建隋，北朝結束。過了幾年，於587年先并入西梁（555年由西魏支持下由西梁宣帝蕭詧建立的，555年～587年），589年隋滅南陳，南朝結束。
南北朝結束後，進入國祚僅39年的隋朝（581年－619年），但隨即被唐高祖李淵所建立的唐朝（618年－907年）推翻，兩朝合稱隋唐，此時期有前半段經開皇之治（開皇為隋文帝楊堅的年號，581年－600年）、貞觀之治（貞觀為唐太宗李世民的年號，627年－649年）、武周代唐（武則天武曌代唐稱帝，改國號為周，史稱武周，690年－705年）、开元盛世（開元為唐玄宗李隆基的年號，713年－741年）等盛世。之後到了唐玄宗天寶年間安史之亂（755年－763年），唐至此由盛漸轉衰，再之後雖有唐憲宗的元和中興、唐武宗的會昌中興、唐宣宗的大中之治等短暫中興時期，但難以改變衰亡之勢，唐末黃巢之亂（875年～884年）更將帶唐朝走向各方割據的五代十國（五代:907年～960年，十國：902年～979年）。
1千纪的早期是罗马帝国的鼎盛时期。古典时代晚期是一个大转变的时期，罗马帝国分裂为东罗马帝国和西罗马帝国，西罗马帝国崩溃之后是欧洲的中世纪前期。在4世纪和7世纪，基督教和伊斯兰教分别达到鼎盛时期。1千纪的最后时期，欧洲向中世纪中期转变。世界人口是上一个千年的3倍，全世界大约有2亿至2亿8880万人。

## 大事记
- 基督教开始于公元1世纪30年代，并于4世纪达到鼎盛时期。
- 王莽建立新朝取代西汉，但是被绿林赤眉起义推翻。
- 北匈奴在91年被东汉打败，在155年被鲜卑击溃，最终在158年被丁零打击下消退于东亚历史舞台。
- 东汉时代的班超征服塔里木盆地的印欧城邦国家和打败入侵的贵霜帝国军队。
- 中亚的贵霜帝国建立，并达到极盛。
- 罗马人建立了伦敦（当时叫Londinium）。
- 1世纪的弗拉维王朝时期，犹太人大量向国外移居。（[Diaspora of the Jews）
- 奥林匹克运动会一直举办到393年。
- 亚历山大图书馆——世界最大的图书馆，被焚毁。
- 226年，帕提亚帝国灭亡，波斯萨珊王朝正式建立。
- 4世纪，中国进入长达130多年的五胡十六国时代。而导致中国文明衰落。
- 402年，柔然汗国建立。
- 424年—557年，中亚的白匈奴时代。
- 5世纪初年，西罗马帝国达到极盛，但不久走向衰亡。
- 东罗马帝国兴起。
- 日耳曼人在原罗马帝国旧疆建立诸王国。（移民时期，黑暗时代）
- 550年，突厥汗国建立。
- 589年，隋文帝杨坚统一中国。
- 618年，唐高祖李渊灭隋朝，建立唐朝。
- 620年，吐蕃王国建立。
- 622年，伊斯兰教兴起。
- 唐玄宗天寶十年（751年），唐大食怛羅斯之役。
- 唐玄宗天寶十四年（755年），中国唐朝安史之乱，唐国运始转衰。
- 玛雅文明极盛。
- 中国的东汉、三国、两晋、南北朝、隋唐、五代十国和北宋时期。
- 在笈多帝国统治下，印度文化迎来了它的最鼎盛时期。
- 印度波罗王朝复兴印度文化。
- 穆斯林勢力征服了萨珊王朝、北非和伊比利亚半岛。
- 維京人经常侵扰北欧。（维京时代，8世纪起）
- 唐僖宗乾符二年~中和四年（875年～884年）中國唐朝黃巢之亂, 重挫唐之經濟命脈。
- 欧洲中世纪开始。
- 907年，后梁太祖朱温篡唐，五代十国时代开始。
- 960年，宋太祖赵匡胤陳橋兵變建立北宋，五代结束。
- 979年，宋太宗赵光义灭北汉，统一中原。

## 发明、发现、传入
- 造纸术在中国东汉前期被改进。
- 代数学在中东有了很大发展。
- 骑马技术在很多方面被改进，包括使用了马蹄铁和马蹬。
- 啤酒花第一次被加入啤酒中。
- 托勒密体系被用于解释行星运动。
- 国际象棋发展了，并传播得越来越广。
- 指南针被发明了。
- 钢（伍兹钢（英语：Article Name））在印度被第一次使用。